# Filmes de 1932 da Monogram Pictures

## Filmes do ano
| Título                    | Estrelado por     | Dirigido por       | Gênero   |
| ------------------------- | ----------------- | ------------------ | -------- |
| Arm of the Law            | Rex Bell          | Louis King         | Suspense |
| Flames                    | Johnny Mack Brown | Karl Brown         | Drama    |
| From Broadway to Cheyenne | Rex Bell          | Harry Fraser       | Faroeste |
| Ghost City                | Bill Cody         | Harry Fraser       | Faroeste |
| Guilty or Not Guilty      | Betty Compson     | Albert Ray         | Suspense |
| Hidden Valley             | Bob Steele        | Robert N. Bradbury | Faroeste |
| Honor of the Mounted      | Tom Tyler         | Harry Fraser       | Faroeste |
| Klondike                  | Lyle Talbot       | Phil Rosen         | Drama    |
| Law of the North          | Bill Cody         | Harry Fraser       | Faroeste |
| Law of the Sea            | William Farnum    | Otto Brower        | Drama    |
| Lucky Larrigan            | Rex Bell          | John P. McCarthy   | Faroeste |
| Mason of the Mounted      | Bill Cody         | Harry Fraser       | Faroeste |
| Police Court              | Henry B. Walthall | Louis King         | Drama    |
| Self Defense              | Pauline Frederick | Phil Rosen         | Drama    |
| Single-Handed Sanders     | Tom Tyler         | Lloyd Nosler       | Faroeste |
| Strange Adventure         | Regis Toomey      | Phil Whitman       | Suspense |
| Texas Pioneers            | Bill Cody         | Harry Fraser       | Faroeste |
| The County Fair           | Hobarth Bosworth  | Louis King         | Drama    |
| The Diamond Trail         | Rex Bell          | Harry Fraser       | Faroeste |
| The Fighting Champ        | Bob Steele        | John P. McCarthy   | Faroeste |
| The Girl from Calgary     | Fifi D’Orsay      | Phil Whitman       | Musical  |
| The Man from Arizona      | Rex Bell          | Harry Fraser       | Faroeste |
| The Man from New Mexico   | Tom Tyler         | John P. McCarthy   | Faroeste |
| The Midnight Patrol       | Regis Toomey      | Christy Cabanne    | Suspense |
| The Reckoning             | Sally Blaine      | Harry Fraser       | Drama    |
| The Thirteenth Guest      | Ginger Rogers     | Albert Ray         | Suspense |
| Vanishing Men             | Tom Tyler         | Harry Fraser       | Faroeste |
| Western Limited           | Estelle Taylor    | Christy Cabanne    | Suspense |
| Young Blood               | Bob Steele        | Phil Rosen         | Faroeste |